# Patrick Weiser
Ne pas confondre avec Patrick Wieser, athlète suisse.
Pour les articles homonymes, voir Weiser.
Patrick Weiser, est un footballeur allemand né le 25 décembre 1971 à Düren. Il évoluait au poste de milieu il est le pére de Mitchell Weiser le joueur de Werder Bremen.